# Fliegerführer Albanien
Fliegerführer Albanien war die Bezeichnung einer Dienststellung bzw. einer Kommandobehörde auf Brigadeebene der deutschen Luftwaffe im Zweiten Weltkrieg.

## Geschichte
Die Dienststelle des Fliegerführers Albanien wurde im November 1943 in Tirana in Albanien aufgestellt. Sie war dem Luftwaffenkommando Südost unterstellt und wurde am 29. August 1944 aufgelöst.

## Fliegerführer
| Dienstgrad | Name         | Datum                             |
| ---------- | ------------ | --------------------------------- |
| Oberst     | Walter Hagen | November 1943 bis 13. Juni 1944   |
| Oberst     | Paul Weitkus | 14. Juni 1944 bis 29. August 1944 |

## Unterstellung
| Unterstellung             | von           | bis             |
| ------------------------- | ------------- | --------------- |
| Luftwaffenkommando Südost | November 1943 | 29. August 1944 |

## Unterstellte Verbände
| 25. Mai 1944 |                                                  |
| ------------ | ------------------------------------------------ |
| 25. Mai 1944 | 1./Nahaufklärungsgruppe 12; 7./Jagdgeschwader 27 |